# Sons and Daughters (groupe)
Sons and Daughters est un groupe de rock originaire de Glasgow en Écosse. Formé en 2001 autour d'Adele Bethel qui assure les voix principales, le groupe comprend en outre le guitariste et chanteur Scott Paterson, la bassiste Ailidh Lennon et le batteur David Gow. Leurs premiers albums se caractérisent par un style de musique minimaliste, marqué par une rythmique entrainante et l'association contrastée des voix d'Adele Bethel et de Scott Paterson. Après quatre albums, le groupe se sépare en novembre 2012.

## Membres du groupe
- Adele Bethel : chant, guitare, claviers
- Scott Paterson : chant, guitare
- Ailidh Lennon : basse, mandoline, piano
- David Gow : batterie, percussions

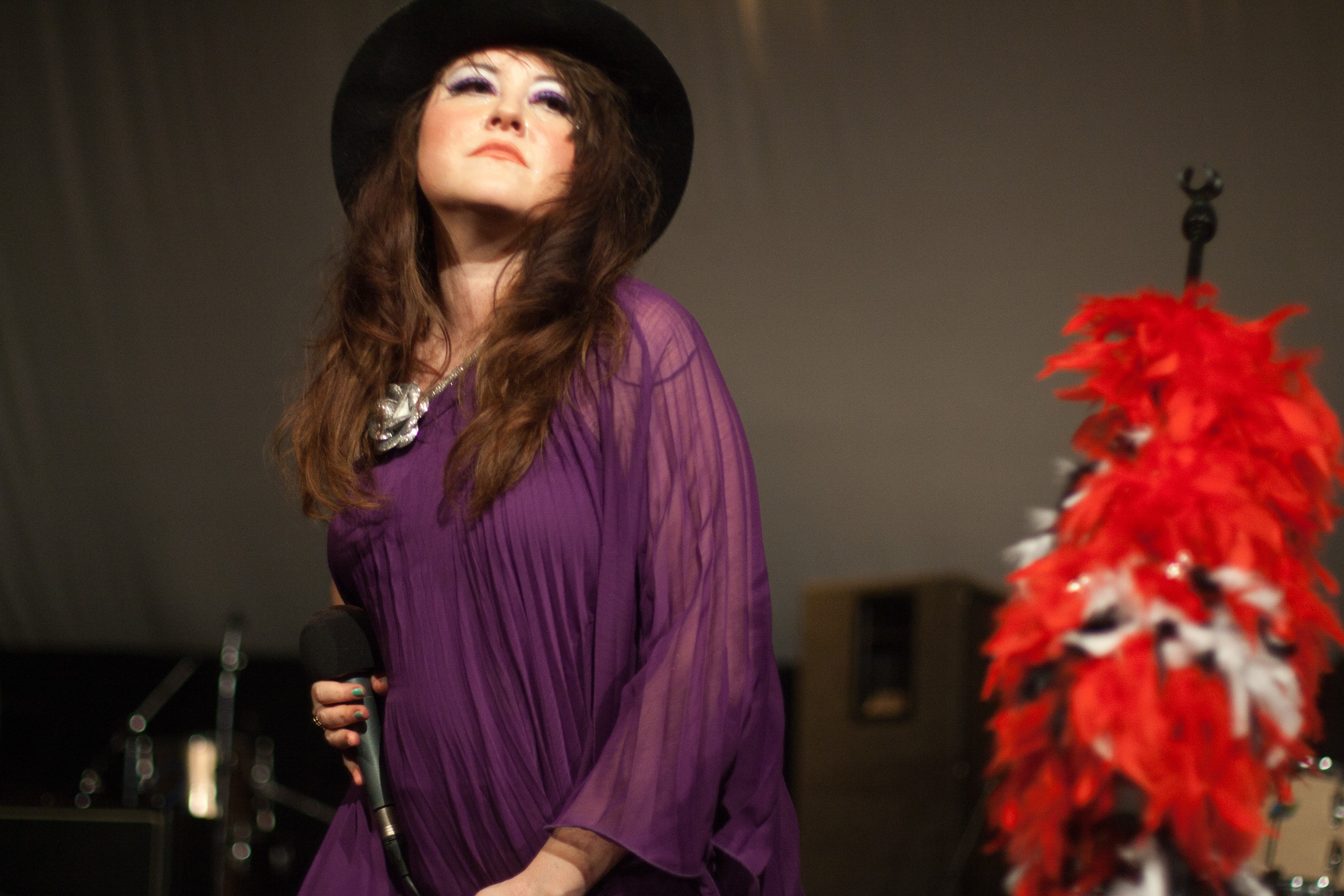
Adele Bethel.
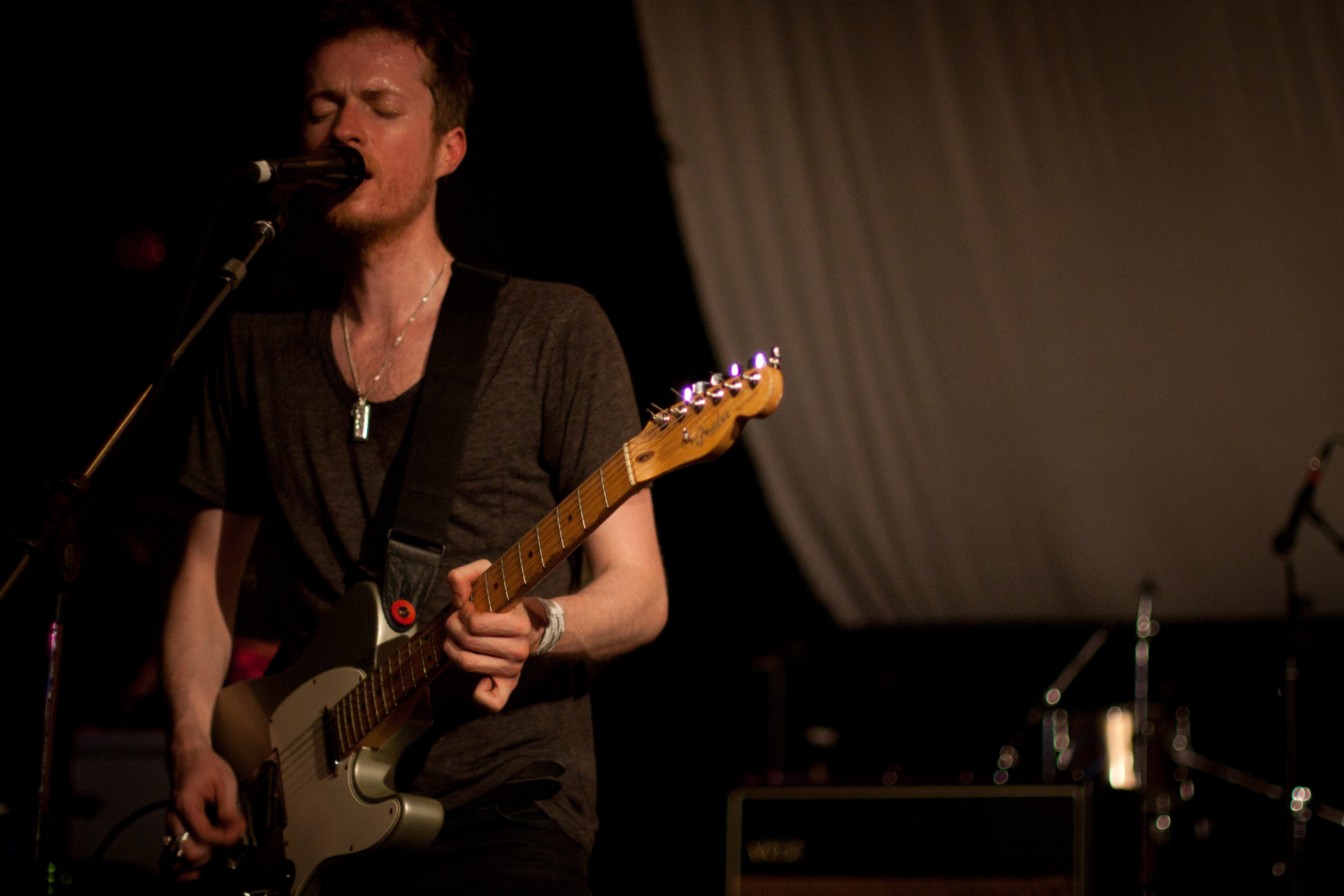
Scott Paterson.
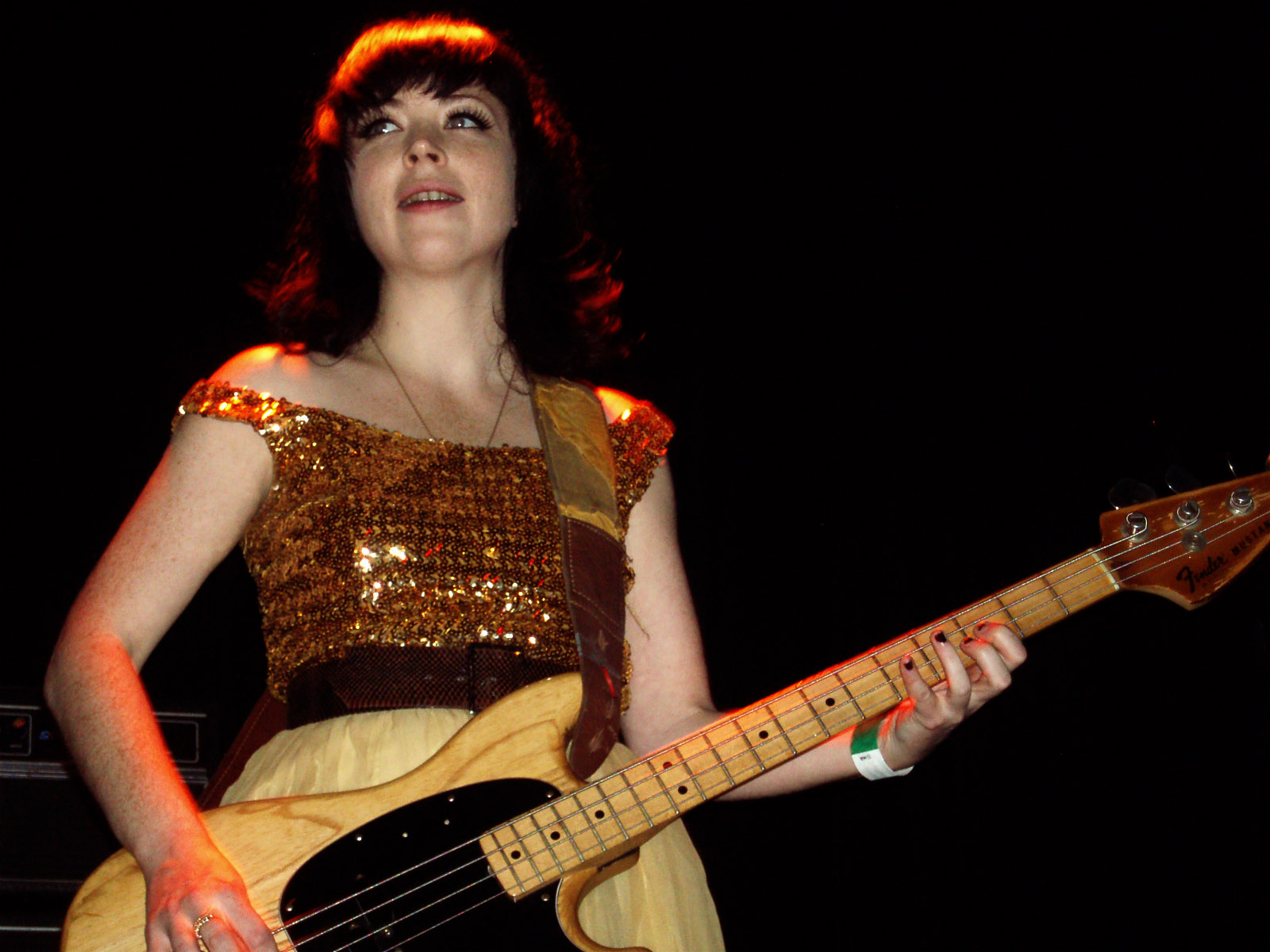
Ailidh Lennon.

## Histoire du groupe

### Formation du groupe
Avant la création des Sons and Daughters, David Gow joue de la batterie avec le groupe Arab Strap puis Adele Bethel rejoint elle aussi cette formation pour participer aux chœurs lors des tournées. Lorsqu'elle lui parle de ses envies de former un groupe, Gow lui promet qu'il y jouerait de la batterie lorsqu'elle déciderait de se lancer. Ailidh Lennon, une amie de longue date de Bethel qui l'a connue alors qu'elles travaillaient toutes les deux comme serveuses, a commencé des études de musique et pratique la basse, le piano et la mandoline. Lorsque Bethel lui fait part de son envie de monter un groupe, Lennon se montre tout de suite intéressée et elles commencent ensemble à écrire des chansons. Dans le même temps, Scott Paterson, futur guitariste des Sons and Daughters, joue dans différents groupes de Glasgow avant de se produire seul sous le nom de March of Dimes,. Alors qu'il étudie les sciences à l'université, il se rend régulièrement dans un magasin de disques voisin à l'heure du déjeuner,. Lorsque Bethel commence à travailler dans cette boutique, Paterson se rend compte qu'ils partagent les mêmes goûts musicaux et il l'invite à venir assister à l'un de ses concerts,. Reconnaissant son talent pour le chant et la guitare, elle lui demande s'il accepterait de se joindre à elle pour éventuellement former un groupe.
Dans une interview donnée à Sound of Violence, David Gow raconte comment est venu le nom du groupe à Adele Bethel :

« Quand Adele était petite, elle a fait un rêve dans lequel Bob Dylan donnait un concert au fond de son jardin. Il jouait le titre The Times They Are A-Changing et quand il est arrivé au passage « your sons and daughters are beyond your command », Adele s'est réveillée et s'est rendu compte que ce serait un bon nom pour un groupe. »

— David Gow

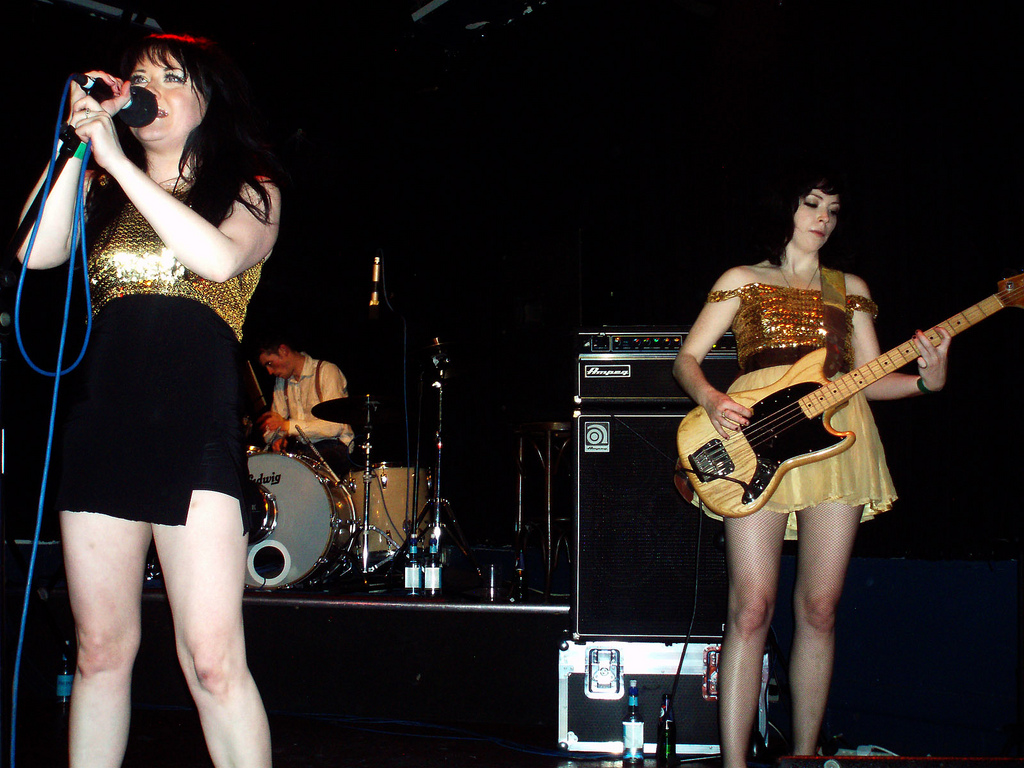
Adele Bethel, David Gow et Ailidh Lennon en 2007.

Après plusieurs mois de répétitions, le groupe commence à enregistrer quelques démos puis donne des concerts à Glasgow et dans ses environs pendant près d'un an. En 2002, les Sons and Daughters auto-produisent leur premier EP, The Lovers, mais sa diffusion reste limitée,.
À ses débuts, le groupe écrit des morceaux inspirés de la musique folk et de la country, joués à la guitare acoustique et accompagnés d'accordéon et de lap steel guitar. Basés sur des rythmes lents, ils sont influencés par des artistes tels que Cat Power, Bonnie 'Prince' Billy, Bill Callahan ou encore par le groupe Low,. Ce n'est que lorsqu'ils commencent à écrire des chansons comme Fight ou Johnny Cash qui se retrouveront sur l'album Love the Cup que le groupe se tourne vers des sonorités plus rock et une musique plus rythmée.

### Les débuts:Love the Cup
En début d'année 2003, les Sons and Daughters enregistrent de nouvelles démos qu'ils envoient à plusieurs labels britanniques et américains et le mini album Love the Cup sort aux États-Unis sous le label Ba Da Bing! Records en novembre 2003,. L'album étant difficile à se procurer en dehors des États-Unis, et notamment à Glasgow d'où le groupe est originaire, ils envisagent de le rééditer pour le vendre dans d'autres pays. Le label Domino Records est intéressé et l'album est mixé de nouveau puis mis en vente quelques mois plus tard. Après sa sortie, le groupe assure les premières parties de Franz Ferdinand au Royaume-Uni et aux États-Unis.

### The Repulsion BoxetThis Gift

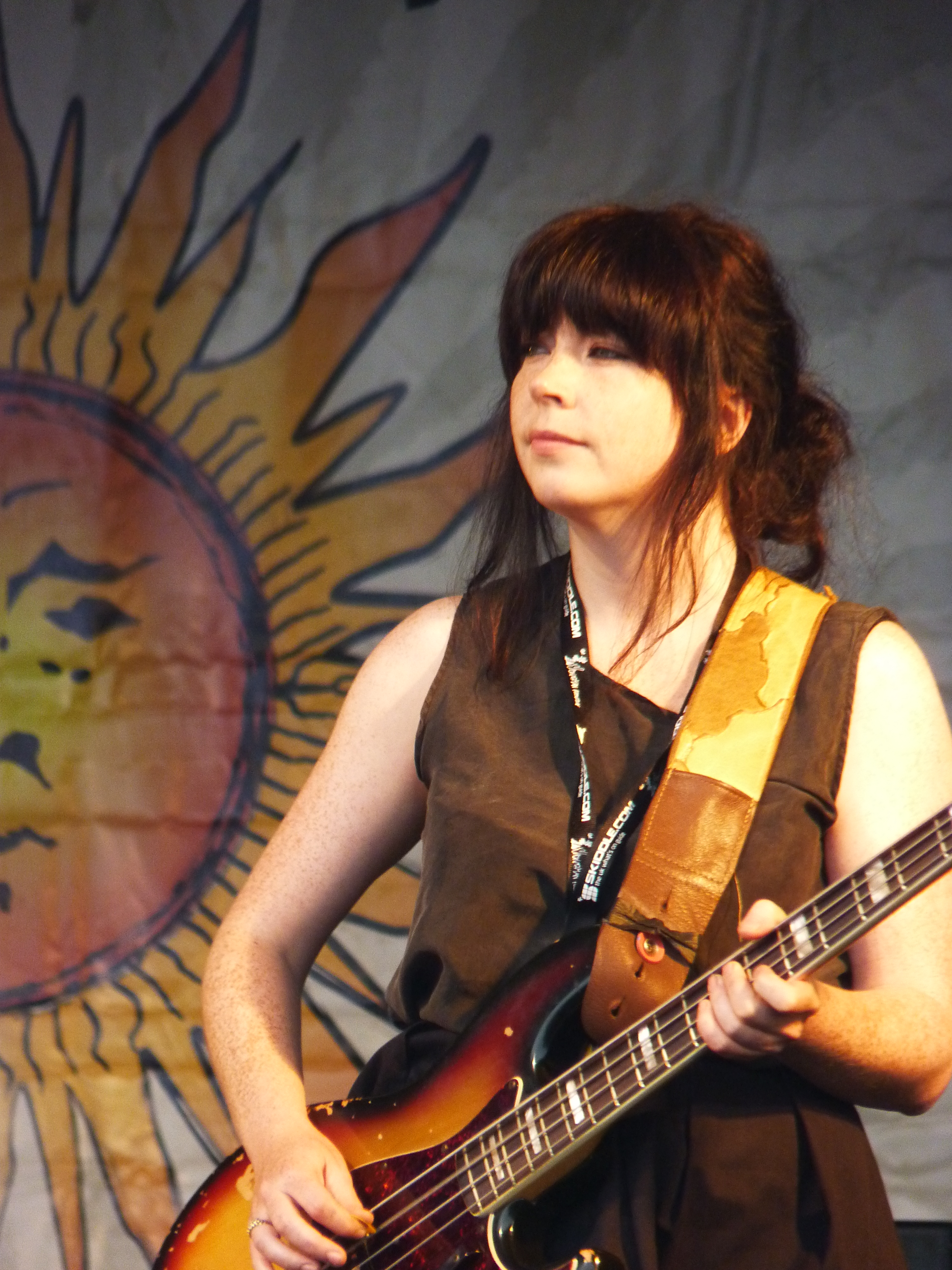
Ailidh Lennon avec les Sons and Daughters lors du Wickerman Festival 2010.

Pour leur deuxième album, The Repulsion Box sorti en 2005, le groupe est parti enregistrer à Cologne en Allemagne. 
Produit par Victor Van Vugt, l'album est enregistré rapidement, en à peine deux semaines, le groupe ayant déjà expérimenté la plupart des chansons sur scène,. Enregistré dans les mêmes conditions qu'en live pour produire un son brut et essayer de capter l'énergie déployée au cours de leurs concerts, l'album offre un ensemble de morceaux énergisants et à la rythmique très prononcée,. Le single Dance Me In issu de cet album se place à la 40e position dans les charts britanniques. Après la sortie de The Repulsion Box, le groupe part en tournée à travers le monde, assurant notamment plusieurs premières parties de Morrissey.
Durant l'été 2006, le groupe s'isole dans un petit village d'Écosse, Adfern en Argyll, pour écrire les chansons du nouvel album, This Gift,. Enregistré à Londres, l'album est produit par Bernard Butler du groupe Suede et de l'aveu des membres du groupe, les sessions d'enregistrement n'ont pas toujours été faciles. Lorsque le groupe présente à Bernard Butler ce qu'ils pensent avoir écrit de mieux au cours des derniers mois, ce dernier, ayant des idées bien arrêtées, se montre assez dur et les pousse à se surpasser. Il choisit par exemple de mettre la voix de Bethel plus en avant et lui fait gagner plusieurs tonalités, non sans quelques difficultés. En contre-partie, la voix de Paterson qui faisait écho à celle de Bethel sur les précédents albums est plus effacée sur celui-ci. Ses méthodes relativement dures ont néanmoins permis au groupe d'élaborer un album plus ambitieux et plus complexe tant au niveau de la structure musicale que des paroles,. L'album sort finalement en début d'année 2008, après neuf semaines passées au studio d'enregistrement.

### Mirror Mirroret la séparation
Leur dernier album, Mirror Mirror sorti en 2011, se distingue du précédent par un style de musique épuré et un retour à la musique minimaliste qui caractérisait leurs premiers albums. Il leur a fallu près de deux ans pour écrire cet album, expérimentant de nouvelles sonorités et des nouveaux instruments comme les synthés qui font leur apparition sur plusieurs titres. Souhaitant à chaque fois créer quelque chose de nouveau par rapport aux albums précédents, ils affirment que l'écriture de celui-ci n'a pas été aisée, n'étant pas satisfaits de tout ce qu'ils avaient pu produire jusqu'alors et ce n'est qu'après l'écriture de chansons telles que Rose Red et quelques autres qu'ils ont trouvé la direction qu'ils souhaitaient prendre pour l'album.
Mirror Mirror parvient à créer une atmosphère pesante et mystérieuse. Les paroles, écrites principalement par Bethel, sont également plus sombres comme en témoignent les chansons Bee Song qui aborde le sujet de la dépression, Rose Red, inspirée par le tueur en série surnommé Bible John qui sévit à Glasgow dans les années 1960 ou encore The Model, basée sur l'histoire vraie d'une mannequin qui s'est jetée par la fenêtre de son balcon. Alors que pour This Gift, Bethel s'était inspirée du cinéma des années 1960, elle raconte avoir puisé pour celui-ci son inspiration dans le giallo italien. En 2010, les Sons and Daughters avaient participé à la bande originale du film dramatique Native Son de Scott Graham et l'une des chansons écrites à cette occasion, The Beach, se retrouve sur l'album.
Après les tournées qui ont suivi la sortie de l'album, Paterson confie avoir pris moins de plaisir qu'au cours des précédentes et pense que c'est peut-être le moment d'arrêter. À une époque où l'industrie musicale est en difficulté, le groupe atteint difficilement le seuil de rentabilité lorsqu'il part en tournée. Tout ceci conduit à la séparation du groupe, annoncée par un court message d'Adele Bethel posté le 2 novembre 2012 sur la page Facebook du groupe.

## Discographie

### Singles
- 2004 : Johnny Cash
- 2005 : Dance Me In
- 2005 : Taste the Last Girl
- 2007 : Gift Complex
- 2008 : This Gift
- 2008 : Darling
- 2011 : Breaking Fun
- 2011 : Rose Red